# Matthias Kaburek
Matthias Kaburek (Bécs, Osztrák–Magyar Monarchia, 1911. február 9. – 1976. február 17.) osztrák (az Anschluss után német) labdarúgócsatár.

## Klubcsapatokban
Pályafutását a helyi Vienna CFC csapatában kezdte. 1928-ban lett a Rapid Wien játékosa. Itt több mint 100 meccset játszott, és pontosan 100 gólt szerzett, 1936-ban Franciaországba igazolt. Itt az FC Metz, majd az USB Longwy tagja volt. 1939-ben tért vissza a már ekkor a náci Németország részét képző Bécsbe a Rapidhoz.

## Válogatottban
Az osztrák labdarúgó-válogatott színeiben 4 meccsen 2 gólt lőtt. Részt vett az 1934-es labdarúgó-világbajnokságon is, ahol a negyedik helyet szerezték meg. 1939-ben egy meccsen Németország színeiben is pályára lépett.